# Церква Стрітення Господнього (Плотича)

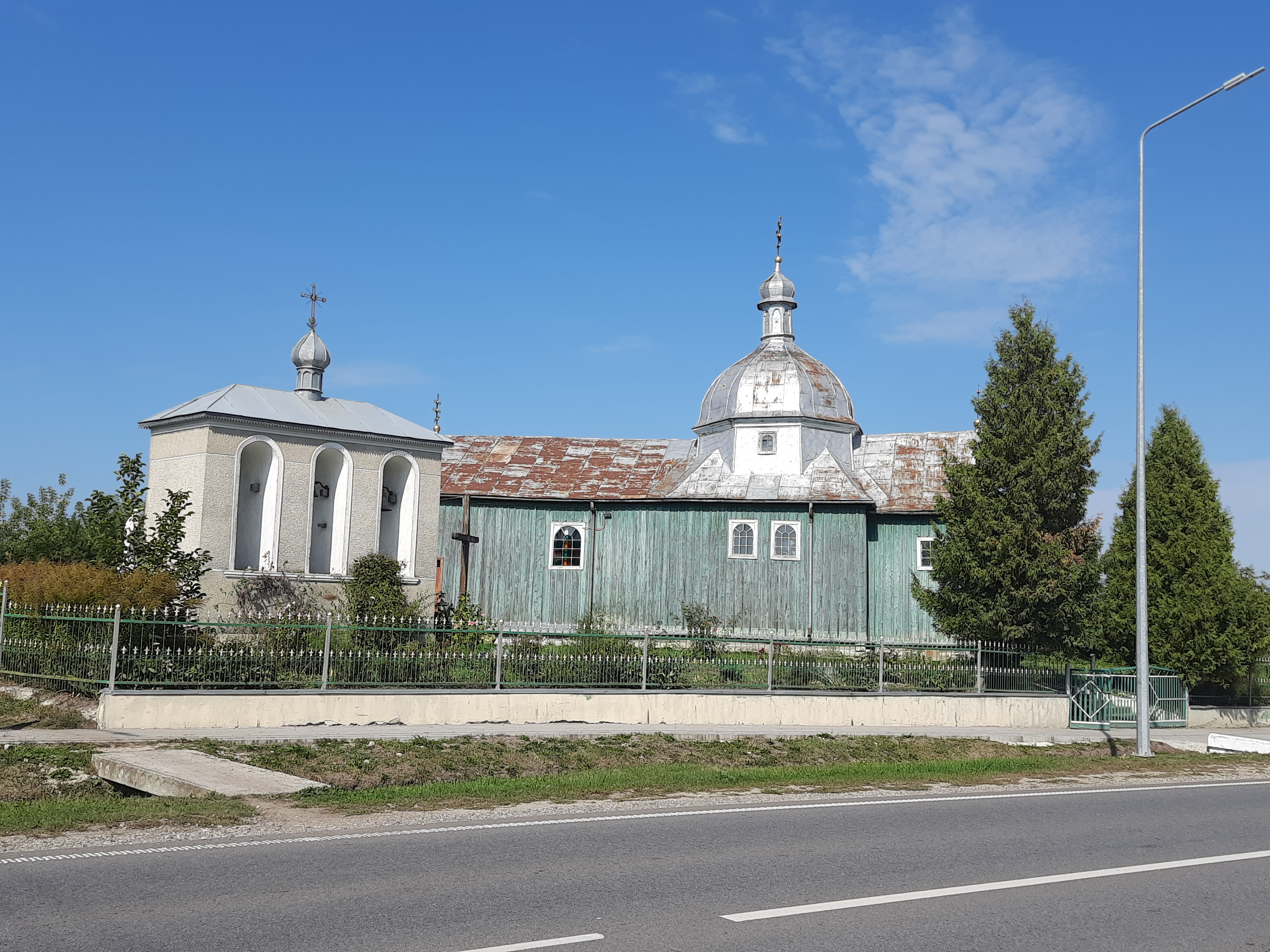
Дерев'яна церква Різдва Пресвятої Богородиці

Церква Стрітення Господнього в Плотичі — парафія і храм греко-католицької громади Козлівського деканату Тернопільсько-Зборівської архієпархії Української греко-католицької церкви в селі Плотича Тернопільського району Тернопільської области.

## Історія церкви
Документи 1496 року згадують село під назвою Велика Плотича. У ньому існували три церкви. Після руйнівних історичних подій про населений пункт знову згадують у XVII столітті, зокрема, у зв'язку з будівництвом нового храму Різдва Пресвятої Богородиці.
У XVIII столітті парафія і храм перейшли до Греко-католицької церкви. З 1946 до 1962 року, а також з 1987 до 1990 року вони належали до РПЦ. У період з 1962 до 1987 року віряни самовільно відкривали храм, де проводили спільні молитви та молебні. З 1990 року парафія і храм знову перебувають у лоні УГКЦ.
З приходом отця Богдана Зінченка виникла потреба в новому храмі, оскільки стара споруда була застарілою, аварійною та замалою для громади.
28 лютого 1995 року, після архиєрейського богослужіння, яке очолив єпископ Михаїл Колтун, було закладено та освячено наріжний камінь нової церкви Стрітення Господнього. Під час будівництва богослужіння проводилися в старій церкві Різдва Пресвятої Богородиці. Будівництво нового храму стало можливим завдяки пожертвам парафіян і Володимира Козицького зі США.
21 вересня 2008 року новозбудований храм освятив владика Василій Семенюк у співслужінні священників з різних деканатів. На сьогодні старий храм Різдва Пресвятої Богородиці не діє, але парафіяни продовжують дбайливо піклуватися про його стан.
При церкві діють такі спільноти: Марійська і Вівтарна дружини, спільнота «Матері в молитві» та братство Матері Божої Неустанної Помочі.
На території парафії встановлено фігуру Непорочного Зачаття Пресвятої Богородиці.

## Парохи
- о. Іван Борисюк (1990—1994),
- о. Михайло Вересюк (1990—1994),
- о. Богдан Зінченко (з лютого 1994).